# Fermín Estrella Gutiérrez
Fermín Estrella Gutiérrez (Almería, 28 de octubre de 1900 - Buenos Aires,  18 de febrero de 1990) fue un escritor, poeta, profesor y académico español residente en Argentina.

## Biografía
Fue maestro, profesor e inspector de enseñanza, subsecretario del Ministerio de Educación en 1955, vocal del Consejo Nacional de Educación de Argentina y profesor de literatura española en la Facultad de Filosofía y Letras de la Universidad de Buenos Aires.
Su obra Sonetos de la soledad del hombre (1949) ganó el Premio Nacional de Literatura argentino, a la vez que se hizo con la Faja de Honor de la Sociedad Argentina de Escritores (órgano cuya comisión directiva presidió más adelante, entre 1959 y 1961). 
Publicó además numerosos trabajos en la revista Nosotros y colaboró con asiduidad en la sección cultural del diario argentino La Nación.
Su poesía derivó del ámbito familiar e íntimo y la naturaleza a lo más puramente existencial. Esta evolución se aprecia en la trayectoria de su obra, comenzando con El cántaro de plata, y continuando con Canciones de la tarde (1925), La niña de la rosa (1931), Sonetos del cielo y de la tierra (1941), El libro de las horas (1972), Sonetos de la vida interior (1979), y Versos para mi gente (1986), entre otros poemarios. 
En general, su estilo poético destaca por la delicadeza y el matiz y se acerca a la estética romántica y modernista. Su debilidad por las medidas clásicas lo hizo preferir el soneto como construcción poética ideal. Domina en su obra un hondo lirismo, y una serena melancolía envuelve al paisaje, que nunca falta en su imaginario. Su poesía, así pues, cubre un amplio registro expresivo y estilístico, desde el romanticismo recuperado por la Generación del 40 y el modernismo hasta cierto vuelco metafórico propio de las vanguardias de los años 1920.
Poemas, cuentos y ensayos de Estrella Gutiérrez han sido traducidos a varios idiomas. Azorín, Alfonso Reyes, Benjamín Jarnés, Roberto F. Giusti, Arturo Marasso, Luis Emilio Soto y M. Romera-Navarro entre otros escritores, han admirado su labor literaria. 
Estrella Gutiérrez fue designado en 1955 miembro de número de la Academia Argentina de Letras, de la que llegó a ejercer la vicepresidencia, y en la que tuvo muy activa participación. También fue miembro de número de la Real Academia de Ciencias y de la de Rubén Darío. Fue elegido miembro correspondiente de la Academia Mexicana de la Lengua.
Publicó libros de cuentos, como Desamparados (1926), y El ladrón y la selva (1930) y novelas como La revoltosa (1928) y Trópico (1937), además de numerosos ensayos sobre literatura y libros de texto, como Historia de la Literatura Española, Hispanoamericana y Argentina, que han utilizado varias generaciones de estudiantes argentinos.
Póstumamente se ha presentado Los altos años (2004), serie de 38 poemas inéditos, los últimos que había escrito. 
Vivió la mayor parte de su vida y sus últimos días en la calle Beauchef de Buenos Aires, en una casona que alberga hoy un conocido restaurante porteño. 
Fue gran amigo de Alfonsina Storni y escribió letras para composiciones clásicas del argentino Alberto Balzanelli.

## Obra

### Verso
- El cántaro de plata (1924)
- Canciones de la tarde (1925)
- La ofrenda (1925)
- Los caminos del mundo (1929)
- La niña de la rosa (1931)
- Destierro (1935)
- La llama (1941)
- Nocturno (1943)
- Sonetos a la soledad del hombre (1949), primer premio Nacional de Poesía
- Antología poética (1963)
- Sonetos del cielo y de la tierra (1967)
- Los altos años (2004)

### Prosa
- Desamparados (1926)
- La revoltosa (1928)
- El ladrón y la selva (1930)
- Trópico (1937)
- Memorias de un estanciero y otros cuentos (1949)
- Recuerdos de la vida literaria (1966)
- Panorama sintético de la literatura argentina (1938)
- San Martín: Páginas escogidas sobre el Héroe (1950)
- Arturo Capdevila (1962)
- Geografía espiritual de Buenos Aires, etc.

### Otras obras
- El ídolo y otros cuentos (1928)
- Un film europeo (1930)
- El río (1933)
- La poesía brasileña (1936)
- Una mujer
- El libro de las horas (1972)
- Viaje a Venezuela (1979)